# Camps Bay
Camps Bay (Afrikaans: Kampsbaai) ist ein wohlhabender Vorort von Kapstadt in Südafrika.

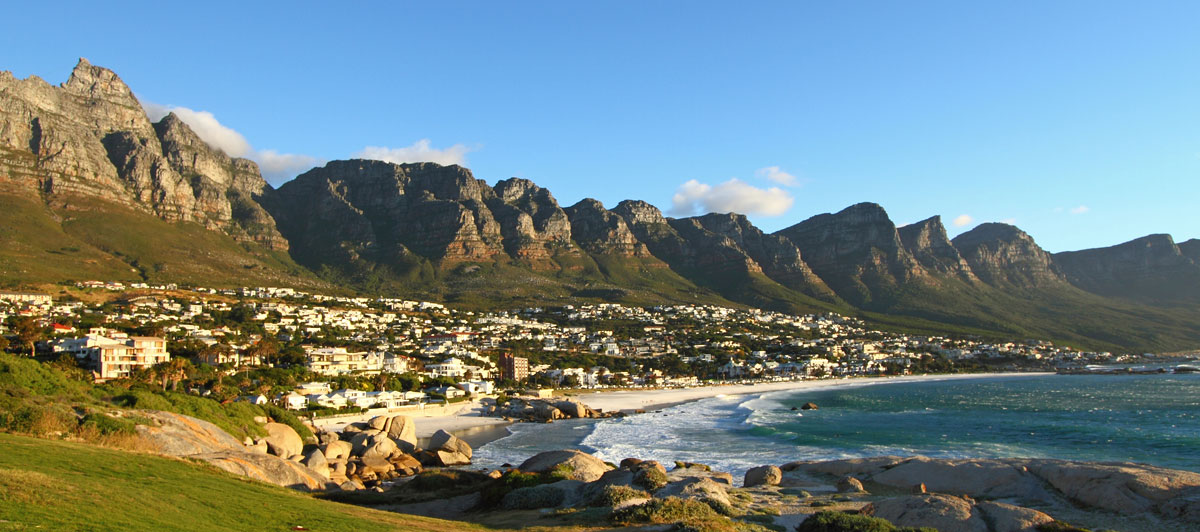
Camps Bay mit Blick auf die Zwölf-Apostel-Bergkette

Der Ort liegt zwischen der bis zu 800 Meter hohen Zwölf Apostel Bergkette und dem Atlantik. Wegen der einzigartigen Lage, den hohen Immobilienpreisen und den vielen ausländischen Bewohnern wird der Küstenabschnitt auch Côte d’Azur Südafrikas genannt.

## Geschichte
Die ersten Bewohner der heutigen Camps Bay waren die Pastorate San und die Goringqhaique, Khoikhoi. In den dichten Wäldern der Zwölf Apostel lebten zudem zahlreiche Tiere, wie etwa Löwen, Antilopen und Leoparden.
Nachdem Jan van Riebeeck im April 1652 als Gesandter der Niederländische Ostindien-Kompanie (VOC) in der Tafelbucht einen Versorgungs- und Haltepunkt (Kapstadt) für die am Kap der Guten Hoffnung gen Osten vorbeifahrende Schiffe errichtete, führte ihn der Weg alsbald über den Tafelberg. Er erforschte die Umgebung und entdeckte dabei eine Bucht mit Strand und Wald. Diese Region blieb lange ungenutzt, da die Bucht aufgrund des Wellengangs als Hafen und somit für den Schiffshandel ungeeignet schien.
In Konkurrenz zu den neueren Siedlern verloren die einheimische Bevölkerung ihr Weideland an den südöstlichen Hängen des Tafelberges und wurden 1657 auf Camps Bay beschränkt. Bis 1713 wurde die Zahl der Gringqhaique-Bevölkerung durch Masern und Pocken stark dezimiert. Alles, was von ihrer Siedlung übrig blieb, war ein alter Kraal (Strand Oudekraal).
Bereits im Jahr 1700 wurde die Gegend wegen der Bodenbeschaffenheit und Farbe der als „Roodekrantz“ oder „Red Bank“ bekannt. Das Landstück mit dem roten Boden wurde John Lodewyk Wernich übertragen der dieses an seinen Sohn Johan Wernich vererbt. Dieser heirate Anna Koekemoe und baute zusammen mit ihr ein Farmhaus, welches den Namen „Ravensteyn“ erhielt. Johan Wernich verstarb und seine Witwe heiratete ihren dritten Mann, einen aus dem Dienst geschiedenen Seefahrer namens Fredrik Ernst von Kamptz. Um den beschwerlichen Weg nach Kapstadt über den Rücken des Tafelbergs zu umgehen, ließ der nun neue Eigentümer von Ravensteyn in Roodekrantz einen Pfad entlang der Küste in Richtung Clifton errichten. Die Gegend wurde als „Die Baai van von Kamptz“ bekannt. Britische Gouverneure, wie etwa Lord Charles Somerset, nutzten später das ruhig gelegene Wernich Farmhaus als Feriendomizil.

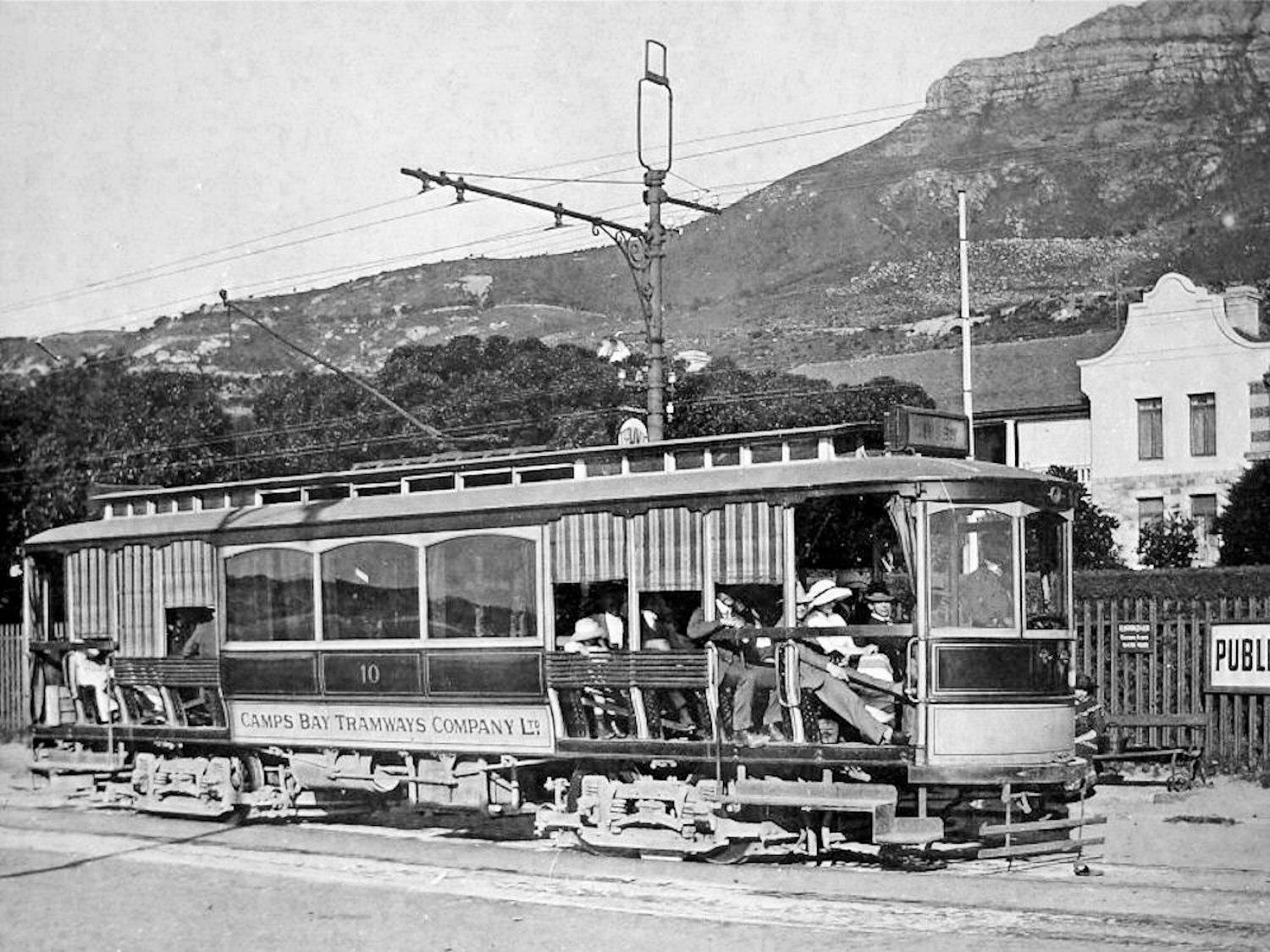
Camps Bay-Straßenbahn mit Blick auf den Lions Head (zirka 1912).

In Folge des Amerikanischen Unabhängigkeitskrieges im Jahre 1777, verbündeten sich Frankreich und Holland mit Amerika gegen England. Frankreich schickte wegen seiner strategisch wichtigen Position als Handels- und Einkaufsposten zwischen Atlantischem und Indischen Ozean ebenso Kriegsflotten nach Kapstadt wie England. Nur wenige Tage vor den Engländern landeten die Franzosen 1781 am Kap und verteidigten es im folgenden Krieg zwischen Holland und England gemeinsam mit den alliierten Truppen. Die Franzosen blieben drei Jahre am Kap und halfen es vor den Engländern zu schützen. Von Kamptz’s Pfad wurde vernichtet, Gräben ausgehoben und Wachposten erbaut, um die Bucht zu verteidigen.

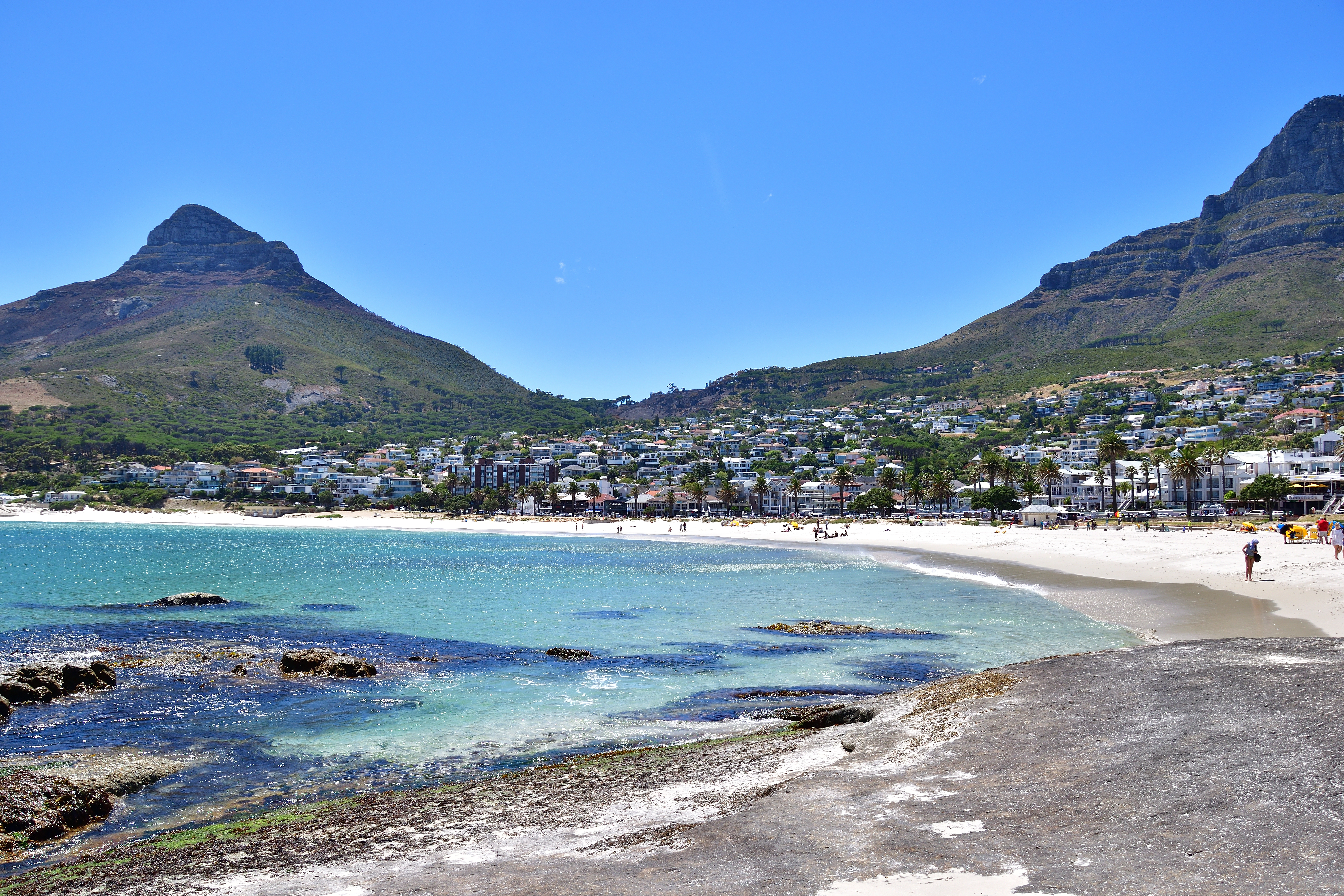
Camps Bay (2019).

Im Jahr 1848 wurde eine befestigte Straße erbaut, der “Lady Smiths Pass”. Benannt wurde diese nach der Frau des damaligen Gouverneurs. Später wurde der Pass in Kloof Road umbenannt. Einige Jahrzehnte später dann, im Jahr 1884, erhielt Thomas Bain den Auftrag, mithilfe von Arbeitern bestehend aus Straffälligen eine Straße von Sea Point nach Camps Bay zu bauen. Die Straße wurde 1887 fertiggestellt und zu Ehren des Thronjubiläums von Königin Victoria im Jahr 1888 Victoria Road genannt. Die Straße ermöglichte es den Menschen mit dem Fahrrad nach Camps Bay zu fahren, welches als Picknickplatz immer beliebter wurde. Dies führte 1901 zur Entwicklung der Camps Bay-Straßenbahn (elektrisch angetrieben und bis 17. Februar 1930 in Betrieb), um die Menschen tagsüber dorthin zu bringen. Folgend entstanden Gezeitenbecken, der Rotunde (heute das Bay Hotel) und ein Pavillon für Konzerte und Shows.
Camps Bay wurde 1913 in Kapstadt eingemeindet, obwohl es noch immer als Erholungsgebiet und nicht als Wohngebiet galt.